# Brachylaena huillensis

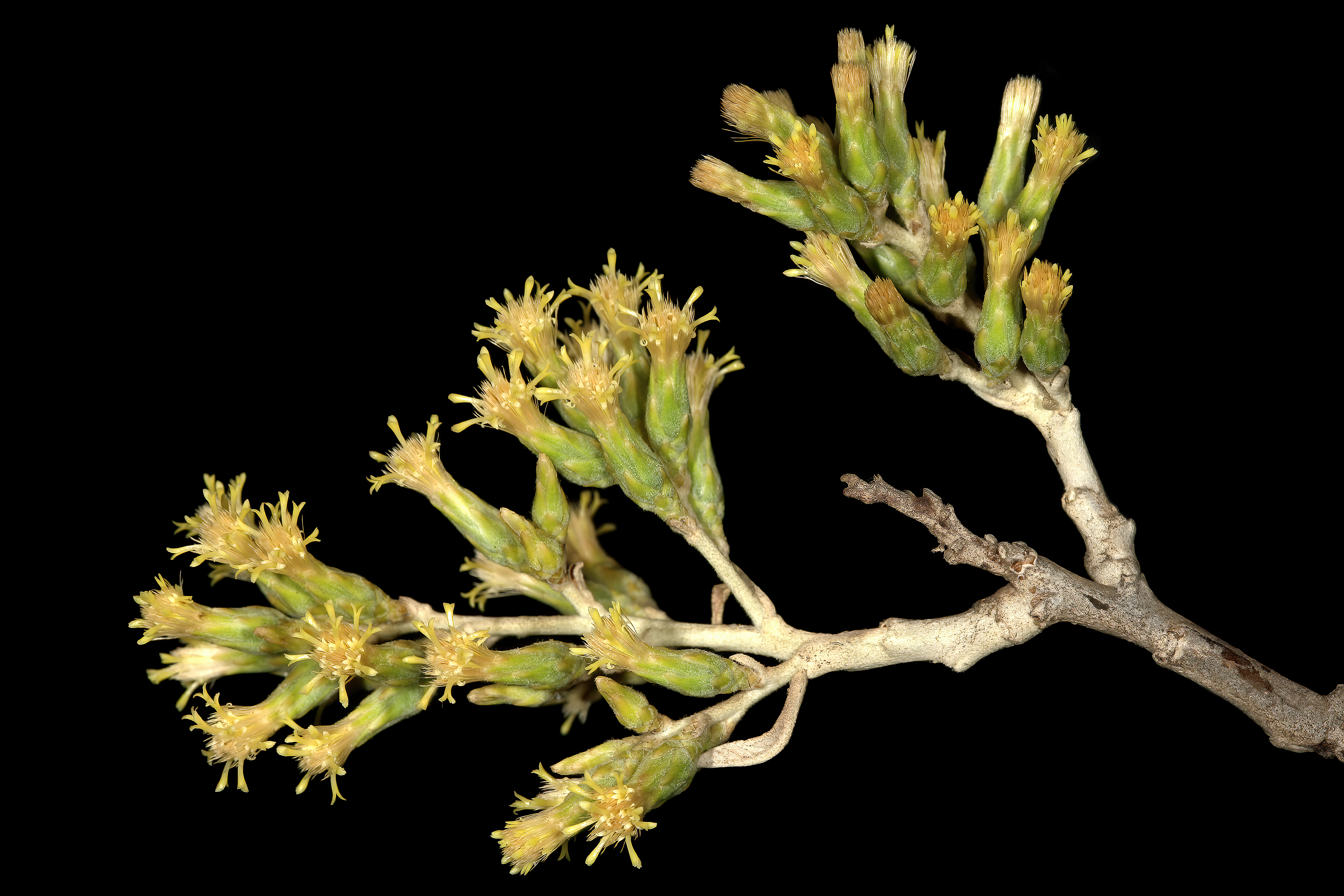
Weibliche Blütenstände

Brachylaena huillensis ist eine Pflanzenart aus der Gattung Brachylaena innerhalb der Familie der Korbblütler (Asteraceae). In den Ländern der natürlichen Herkunft werden für diese Art diverse Trivialnamen verwendet.

## Beschreibung

### Erscheinungsbild und Blatt
Brachylaena huillensis wächst als immergrüner bis laubabwerfender Strauch oder kleiner Baum und erreicht meist Wuchshöhen von 7 Meter, bei günstigen Bedingungen Wuchshöhen von 30 bis zu 35 Meter und Brusthöhendurchmesser (BHD) von 0,5 bis zu 0,85 Meter. Die Stämme sind oft gerillt, gebogen und spannrückig, dies erschwert große Holzlängen zu erhalten. Der Stamm ist bis zu ca. 8 Meter astfrei. Die graue bis dunkel-graue Borke ist rau und längsrissig und blättert teils in Streifen ab. Die Rinde der Zweige ist erst gräulich oder braun wollig behaart, verkahlt später, wird dunkel-purpurfarben und besitzt Lentizellen und ist fein gefurcht.
Brachylaena huillensis ist in Gebieten mit feuchten Klima immergrün und in trockenen Gebieten laubabwerfend. Die wechselständigen, oft an den oberen Enden der Zweige gehäuft angeordneten Laubblätter sind in Blattstiel und -spreite gegliedert. Der Blattstiel ist 0,2 bis 1,4 Zentimeter lang. Die einfache und meist ganzrandige, manchmal im vorderen Teil grob stachelig gezähnte, ledrige Blattspreite ist bei einer Länge von meist 3 bis 10, selten bis zu 13 Zentimeter und einer Breite von 1 bis 3, selten bis zu 4 Zentimeter eiförmig, -lanzettlich bis verkehrt-eiförmig, -eilanzettlich mit keilförmigen Spreitengrund, spitzem bis zugespitztem oder stumpfem oberen Ende, das manchmal stachelspitzig ist. Im Unterholz sind die Blattspreiten etwas größer. Die glänzend mattgrüne Blattoberseite ist anfangs spinnwebig und früh verkahlend mit erkennbarer Netznervatur. Die Blattunterseite ist gräulich oder silbrig wollig behaart mit erhabenen Blattadern. Es sind keine Nebenblätter vorhanden.

### Blütenstand, Blüte und Frucht
Brachylaena huillensis ist zweihäusig getrenntgeschlechtig (diözisch), wobei die Blütenstände bei weiblichen und männlichen Exemplaren deutlich verschieden aussehen, auch tragen die männlichen viel mehr Blütenstände. In end- oder achselständigen, traubigen bis rispigen Gesamtblütenständen stehen die Blütenköpfe in mehreren bis vielen kleinen Gruppen zusammen.
Die sitzenden bis kurz gestielten Blütenkörbchen enthalten nur eingeschlechtliche und weiße bis gelbliche Röhrenblüten.
Die männlichen Blütenkörbchen sind höchstens kurz gestielt und enthalten sechs bis sieben Blüten. Ihr mehrreihiges, behaartes Involukrum ist bei einer Länge von bis zu 3 Millimetern kelchartig, dessen Hüllblätter sich von außen nach innen von eiförmig und 1 Millimeter lang, zu länglich und 3 Millimeter lang vergrößern. Ihre creme-weißen Röhrenblüten mit einem reduzierten Pistillode sind bei einer Länge von 3,5 bis 5,5 Millimeter schmal-trichterförmig mit etwa 2 Millimeter langen und umgerollten Kronzipfeln, sowie mit wenigen, kurzen Pappushaaren.
Die weiblichen Blütenkörbchen sind gestielt und enthalten fünf bis sechs Blüten. Ihr mehrreihiges, behaartes, kelchartiges Involukrum ist bei einer Länge von bis zu 6 Millimetern zylindrisch bis verkehrt-konisch, dessen Hüllblätter sich von außen nach innen von bei einer Länge von eiförmig und 1 Millimeter lang, zu länglich und 6 Millimeter lang vergrößern. Ihre schlanken Röhrenblüten ohne Staubblätter sind 4 bis 6 Millimeter lang mit ausladenden bis zu 0,5 Millimeter langen Kronzähnen. Die Hüllblätter sind kürzer als die Blüten, daher kommt der Gattungsname Brachylaena, der etwa „kurzer Mantel“ oder „Deckmantel“ bedeutet.
Die bei einer Länge von 3 bis 4 mm relativ kleinen Achänen sind flaumig behaart, fast zylindrisch und undeutlich sechs- bis achtrippig. Der Pappus besteht aus mehreren Reihen von 4 bis 6 Millimeter langen mehr oder weniger stielrunden Borsten, wobei ihre Bärte mehr oder weniger so breit sind wie die Länge der Borstenachsen.

## Vorkommen und Gefährdung
Das natürliche Verbreitungsgebiet von Brachylaena huillensis liegt im tropischen Ostafrika und im südlichen Afrika. Es gibt Vorkommen in Kenia, Uganda, Tansania, Angola, Mosambik, Botswana, Simbabwe, Eswatini und in den südafrikanischen Provinzen KwaZulu-Natal, Limpopo sowie Mpumalanga.
In niedrigen bis mittleren Höhenlagen kommt Brachylaena huillensis vor. Brachylaena huillensis gedeiht in unterschiedlichen Waldtypen vom Hochland-Halbimmergrünen Wald bis zum Küsten-Trockenwald oder im Dickicht. Örtlich ist sie häufig in Küsten- sowie Dünenwäldern und im Binnenland in laubabwerfenden Waldrändern oder Wäldern in Erosionsrinnen. Es gibt Standorte auf Granit- oder Quarzit-Aufschlüssen. In Kenia gedeiht sie in immergrünen Wäldern mit gefluteten Baumstämmen. Im südlichen sowie westlichen Simbabwe gedeiht sie auf felsigen Standorten von Granit-Aufschlüssen.
Besonders in Kenia und Tansania erfolgt starker industrieller Holzeinschlag und Brachylaena huillensis gehört zu den meistgenutzten Hölzern. Stärkere Nutzung in Mosambik wird zu einer Gefährdung führen. Die Populationen in Südafrika sind sicher und einige Bestände befinden sich in geschützten Gebieten. Dichte Bestände wurden aus den nördlichen Teilen des Kruger-Nationalparks berichtet. In der Roten Liste der gefährdeten Arten der IUCN wurde 1998 Brachylaena huillensis als „near threatened“ = „gering gefährdet“ bewertet. In den Anhängen von CITES findet Brachylaena huillensis keine Erwähnung.

## Taxonomie
Die Erstbeschreibung von Brachylaena huillensis erfolgte 1902 durch Karl August Otto Hoffmann in Botanische Jahrbücher für Systematik, Pflanzengeschichte und Pflanzengeographie, Band 32, S. 149. Das Artepitheton huillensis bezieht sich auf die Ortsbezeichnung Huilla in Angola. Synonyme von Brachylaena huillensis O.Hoffm. sind Brachylaena hutchinsii Hutch. und Tarchonanthus camphoratus sensu Hiern.

## Trivialnamen
Für Brachylaena huillensis existieren viele, teilweise stammessprachliche Trivial- und Handelsnamen. So werden je nach Gebiet die Namen Laeveldvaalbos (Afrikaans), Low veld brachylaena, Low veld silver oak, Silver oak (Englisch), Mkalambaki, Mkarambati, Muhugu, Muhuhu und Mvumo (Swahili) verwendet.

## Nutzung
Aus Brachylaena huillensis werden ätherische Öle (Muhuhuöl, Afrikanisches Sandelholz) gewonnen, die als Ersatz für Sandelholzöl dienen.

### Holz

#### Holzbeschreibung
Das frisch geschnittene Kernholz ist von hell-gelborangener bis olivgrünbrauner Farbe. Unter Einfluss von Luft dunkelt das Holz zu einer gelbbraunen, leicht grünlichen Farbe nach. Das Splintholz unterscheidet sich deutlich vom Kernholz. Der Geruch von Brachylaena huillensis ist aromatisch und ähnelt dem des Sandelholzbaums (Santalum album).

#### Technische Daten zum Holz
Die durchschnittliche Trockenmasse liegt bei 930 kg/m³. Der Faserverlauf ist wechseldrehwüchsig. Ein gewelltes oder gekräuseltes Maserbild ist möglich.
| Kenngröße       | Wert      | Einheit |
| --------------- | --------- | ------- |
| Rohdichte       | 0,81–1,00 | g/cm³   |
| Druckfestigkeit | 7,2–8     | N/mm²   |
| Zugfestigkeit   | k. A.     | N/mm²   |
| Biegefestigkeit | 11,3–12,5 | N/mm²   |

#### Holzeigenschaften
Das Holz von Brachylaena huillensis ist schwer und sehr abrieb- und stoßfest. Es zeigt eine hohe Druckfestigkeit, wobei es wenig schlagfest und durchschnittlich biegesteif ist. Die Eignung zum Dampfbiegen wird als mittelgut beschrieben. Wegen der relativ hohen Dichte stumpfen Werkzeuge mäßig schnell ab und Sägeblätter neigen zum Verharzen. Der Schnittwinkel beim Hobeln sollte verringert werden. Brachylaena huillensis lässt sich gut drechseln, beizen, lackieren und polieren. Verleimungen sind schwierig und beim Nageln sollte vorgebohrt werden. Das Holz sollte langsam getrocknet werden um Risse zu vermeiden, wobei Oberflächen- und Hirnrisse typische Trocknungsfehler sind.

#### Haltbarkeit und Verwendung
Das Kernholz ist mittelmäßig widerstandsfähig gegen Termiten und Bohrmuscheln. Das sehr dauerhafte Holz ist unempfindlich gegenüber Fäulnis, es ist auch Seewasser beständig. Eine Behandlung mit Holzschutzmitteln wird als sehr schwierig beschrieben. Brachylaena huillensis wird als belastbarer Fußbodenbelag, Schnitz- und Drechselholz, Fahrbahnbelag für Brücken, Bahnschwellen, Möbel und für schwere Bauaufgaben verwendet. Auch die Verwendung als Heizmaterial wird beschrieben.

#### Holzanatomie
Die Gefäße sind zerstreutporig angeordnet. Die Gefäßtüpfel liegen wechselständig vor und haben einen vertikalen Durchmesser von 2 bis 3 µm. Es finden sich zahlreiche Tracheiden und dickwandige Fasern mit Fasertüpfeln. Die Holzstrahlen liegen fast ausschließlich einreihig, aus einem Zelltyp bestehend, vor. Selten existieren auch zweireihige Holstrahlen. Es kommen weder Interzellularkanäle noch Kristalle vor.

## Gesundheitsrisiken
Als Gesundheitsrisiko im Umgang mit Brachylaena huillensis wird Dermatitis angezeigt.